# Juri Rulew
Juri Rulew ist ein ehemaliger kasachischer Skispringer.

## Werdegang
Rulew gab sein internationales Debüt in der Saison 1998/99 im Skisprung-Continental-Cup. Jedoch blieb er in der Folge in dieser Serie ohne Punkterfolge. Am 7. Februar 1999 gab er in Harrachov sein Debüt im Skisprung-Weltcup. Mit Rang 52 verpasste er die Punkteränge deutlich. Im August startete er in Hinterzarten beim Team-Wettbewerb im Skisprung-Grand-Prix. Mit der Mannschaft erreichte er den 11. Platz. Zur Saison 1999/00 begann er in Kuopio wieder im Weltcup, blieb dabei jedoch erneut ohne Punkte. Daraufhin ging er zurück in den Continental Cup.
Bei der Nordischen Skiweltmeisterschaft 2001 in Lahti schied Rulew von der Normalschanze nach einem Sprung auf 71 Metern im ersten Durchgang aus und erreichte gemeinsam mit Jaan Jüris den 44. Platz. Von der Großschanze trat er nicht an. Im Teamspringen von der Normalschanze landete er mit der Mannschaft auf dem 11. und damit letzten Rang. Von der Großschanze erreichte er mit der Mannschaft ebenfalls nur Rang 11.
Im Dezember 2001 startete Rulew noch einmal bei zwei Continental-Cup-Springen in Lahti, verpasste aber in beiden die Punkteränge und beendete schließlich zum Ende der Saison seine aktive Skisprungkarriere.